# Haras d'Hostau
Le haras d'Hostau est un haras situé près de Žinkovy en Tchéquie, dans la région de Bohême. Ce haras est célèbre pour une expérience de sélection animale nazie qui s'y est déroulée sur le cheptel du Lipizzan, pendant la Seconde Guerre mondiale.

## Histoire
Ce haras est créé en 1925, à l'origine avec un tout petit nombre de juments, soit quatre juments lipizzanes.
Durant la Seconde Guerre mondiale, Gustav Rau tente de sélectionner dans ce haras une race de chevaux « parfaite », notamment à partir du Lipizzan, en vue de fournir des montures militaires aux officiers nazis ; les animaux sélectionnés sont marqués d'un « H » sur la croupe. Environ 250 Lipizzans se retrouvent ainsi concentrés dans le haras d'Hostau, en particulier ceux provenant du haras de Piber.
Les chevaux ainsi que 400 prisonniers de guerre sont libérés en 1945 par les troupes américaines du général Patton.
Ce haras est supprimé en 1952.

## Dans la fiction
Le sauvetage des Lipizzans à Hostau est raconté dans le récit romancé de Mark Felton intitulé Ghost Riders. C'est aussi le sujet de l'essai d'Elizabeth Letts intitulé The Perfect Horse.